# ليو شفارتز
ليو شفارتز (بالألمانية: Leo Schwarz)‏ (و. 1931 – 2018 م) هو كاهن كاثوليكي ألماني، ولد في برآونفآيلر، توفي في ترير، عن عمر يناهز 87 عاماً، بسبب لمفوما.

## مناصب
تولى منصب أسقف كاثوليكي (منذ 28 مارس 1982)
- أسقف عنواني  [لغات أخرى]‏
- أسقف مساعد  [لغات أخرى]‏[1]

.